# Brunet (pharmacies)
Pour les articles homonymes, voir Brunet.
Brunet est une bannière franchisée québécoise spécialisée dans l'opération de pharmacies, filiale de Metro. Fondée en 1855 à Québec, dans le quartier Saint-Roch, c'est l'une des plus anciennes bannières commerciales du Québec.

## Histoire

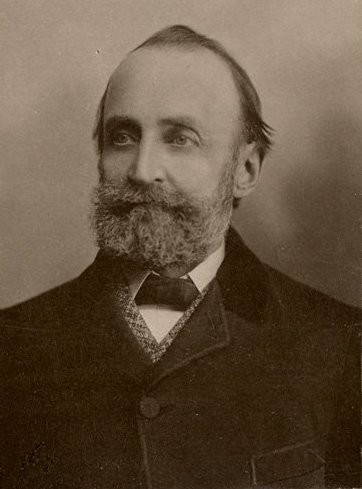
Wilfrid-Étienne Brunet

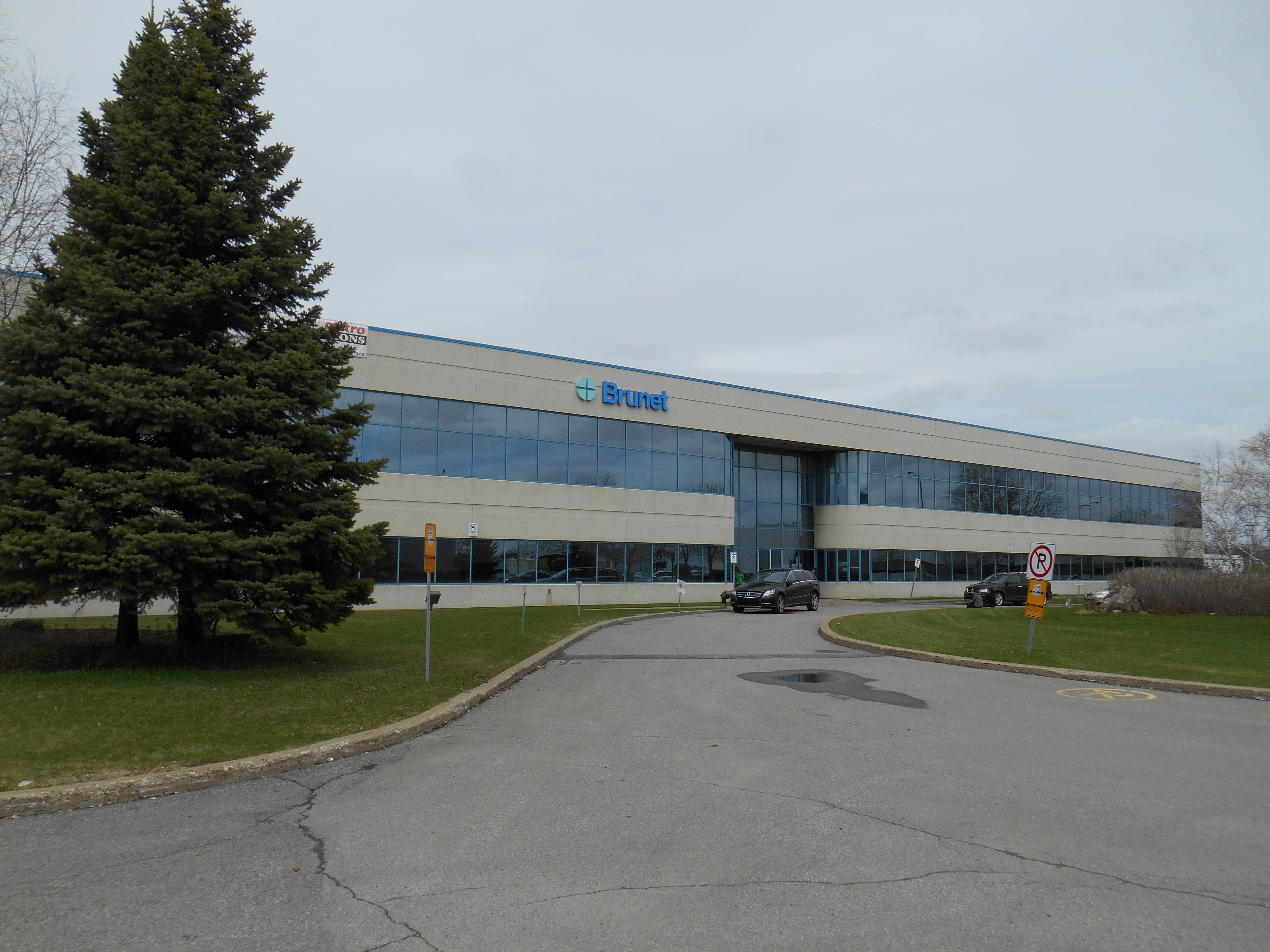
12225, boulevard Industriel, Montréal

En 1855, Wilfrid-Étienne Brunet se fait céder le commerce de son beau-frère pharmacien Pierre-Olivier Giroux, située sur la rue du Pont dans le faubourg Saint-Roch à Québec. Il obtient sa licence de chimiste et droguiste le 8 mai 1858. En 1873, il fait construire ce qui est aujourd'hui la plus ancienne pharmacie toujours en opération au Québec, située aux coins des rues Saint-Joseph et de la Chapelle. Le 1er mai 1879, son fils Wilfrid-Jean-Baptiste s'associe avec lui. Ils forment ensemble « W. Brunet  & Cie ». Le 1er mai 1884, son autre fils Georges-Henri se joint à l'entreprise familiale. Le fils de ce dernier, puis son petit-fils Willie Brunet, continueront à diriger l'entreprise jusqu'aux années 1980. La bannière compte alors 11 pharmacies. L'entreprise s'est incorporée en 1917.
En 1987, Brunet est acheté par McMahon, filiale pharmaceutique de Metro-Richelieu. La chaîne connaîtra ensuite une forte progression, passant d'une dizaine à une cinquantaine dans les années 1990.